# Hansl Krönauer
Hansl Krönauer (* 23. April 1932 in Benediktbeuern; † 21. März 2011 in Bad Tölz) war ein deutscher Komponist und Sänger der volkstümlichen Musik.

## Werdegang
Hans Krönauer war seit den 1950er Jahren als Sänger eine der Galionsfiguren der volkstümlichen Musikszene Bayerns. In den 1960er und -70er Jahren war er mit Josef Augustin und der Original Donauschwäbischen Blasmusik sehr erfolgreich unterwegs. Nach einer Fernsehsendung des Saarländischen Rundfunks über die Amerikareise des Orchesters und der Vorstellung von Sehnsucht nach zu Haus wurde Hansl Krönauer deutschlandweit bekannt. Außerdem machte er sich als Gitarrist und Zitherspieler einen Namen. Später komponierte er auch zahlreiche volkstümliche Titel. Zuletzt bewegte er sich vor allem im Bereich des volkstümlichen Schlagers.
Privat war Krönauer als Gastronom in seinem Geburtsort Benediktbeuern tätig. Zuletzt lebte er in Kochel am See. Am Abend des 21. März 2011 verstarb er an den Folgen einer Lungenentzündung in einer Bad Tölzer Klinik. Er war verheiratet und hinterlässt auch eine Tochter.

## Erfolge
Seine bekanntesten und erfolgreichsten Titel waren:
- Golden schimmern meine Berge (1970)
- Westerwald, wie bist du schön (1977)
- Das Mutterlied (1991)

Mit Slavko Avsenik und seinen Original Oberkrainern nahm er den Jodler für den Titel Spät am Abend (um 1970) auf.
| Personendaten    | Personendaten                  |
| ---------------- | ------------------------------ |
| NAME             | Krönauer, Hansl                |
| KURZBESCHREIBUNG | deutscher Komponist und Sänger |
| GEBURTSDATUM     | 23. April 1932                 |
| GEBURTSORT       | Benediktbeuern                 |
| STERBEDATUM      | 21. März 2011                  |
| STERBEORT        | Bad Tölz                       |